# Unistalda
Unistalda é um município brasileiro do estado do Rio Grande do Sul. O município foi batizado com esse nome em um homenagem a uma antiga moradora que se chamava Onistalda[carece de fontes?].

## Geografia
Localiza-se a uma latitude 29º02'50" sul e a uma longitude 55º09'01" oeste, estando a uma altitude de 361 metros. Sua população, segundo o censo de 2010, é de 2.453 habitantes.
Unistalda possui a maior reserva de ávores de pau-ferro da América Latina[carece de fontes?].

## História
O município de Unistalda, como a maior parte do Brasil, foi ocupado inicialmente por índios. Mais tarde, com o processo de colonização instaurado pelo império, vieram os padres jesuítas, espanhóis e portugueses.
No período de colonização jesuítica foi erguida na localidade uma pequena redução conhecida como "Carneirinho" e que foi reduto de muitas lutas, inclusive, acabou recebendo a denominação de "Degolas", pois, neste local, muitas cabeças foram decepadas durante a guerra do Paraguai[carece de fontes?].
Entre 1935 e 1936, começa a construção do batalhão Ferroviário e da estrada de ferro que liga Santiago a São Borja, comandada pelo general Horta Barbosa, surgindo, assim, timidamente a vila de Unistalda. O nome da vila de Unistalda foi uma homenagem à mãe de Horta Barbosa.
Em 1937, começou a organização e a demarcação de ruas e lotes da vila. Em 30 de maio de 1938, pelo ato 241, a vila passou a ser chamada de Unistalda. Em 1940, o Sr. Emiliano Trindade e sua esposa Ascelina Loureiro Trindade fizeram a doação ao município de Santiago de uma área destinada à construção da vila que estava surgindo, porém foi em 29 de agosto de 1940, pelo ato 365, que a mesma passou a integrar-se oficialmente, como 4° Distrito do município de Santiago-RS.
Com o tempo a vila foi povoando-se por pessoas de origens diferentes, que trouxeram valiosas contribuições para a localidade. Entre elas, estão os portugueses, italianos, poloneses e alemães.
Em 1940 chegava à vila de Unistalda o Sr. Batista Pessota, juntamente com sua família. Ele fixou residência e começou as atividades comerciais no ramo de ferraria e de ferragens. Por sua capacidade empreendedora e por suas iniciativas, conseguiu trazer para o distrito a primeira Escola Estadual. Foi o fundador e primeiro presidente do clube "Sociedade Recreativa Unistaldense" bem como ajudou a construir a igreja Sagrado Coração de Jesus. Por todo o seu empenho e sua contribuição em prol do desenvolvimento da comunidade, foi homenageado com a construção de uma praça que leva o seu nome, conforme determinou a Lei n.° 18, de 2 de abril de 1997.
Unistalda, como distrito em 1973, recebeu a energia elétrica, em 1974 foi construída a estrada com asfalto ligando Santiago-Unistalda-São Borja, e ficou conhecida como a "estrada trigo-soja" devido a sua localização geográfica e por ligar os países do Mercosul, facilitando dessa forma o escoamento dos produtos. Após 1974, chegou à localidade a telefonia e o posto de saúde. Recentemente foi construída a barragem de Unistalda, com capacidade para atender a população local.
Em 1995, um grupo de líderes comunitários organizou-se e formou uma Comissão de Emancipação para o distrito de Unistalda. Depois de várias tentativas em 28 de dezembro de 1995 conforme o Ato 01/95 Lei n.° 10.648, distrito de Unistalda foi elevado à categoria de cidade e passou a chamar-se Unistalda. Oficialmente o Município foi reconhecido em primeiro de janeiro de 1997.